# یانگز باتوم (ویرجینیای غربی)
یانگز باتوم (به انگلیسی: Youngs Bottom) یک منطقهٔ مسکونی در ایالات متحده آمریکا است که در شهرستان کاناوا، ویرجینیای غربی واقع شده‌است. یانگز باتوم ۱۹۵٫۰۷ متر بالاتر از سطح دریا قرار دارد.